# Ana de Swidnica
Ana de Swidnica (nombres alternativos Ana Schweidnitz o Ana de Schweidnitz-Jawor) (1339 - Praga, 11 de julio de 1362), miembro de la dinastía Schweidnitz-Jawor, fue la tercera esposa de Carlos IV de Luxemburgo, emperatriz del Sacro Imperio Romano Germánico y reina consorte de Bohemia.

## Vida
Hija del duque Enrique II de Swidnica y su esposa Catalina de Anjou de Hungría, hija de Carlos I de Hungría. Su padre murió cuando tenía cuatro años de edad, y su tío Bolko II, duque de Schweidnitz-Jauer se convirtió en su tutor. Fue criada y educada por su madre en Visegrád, Hungría.

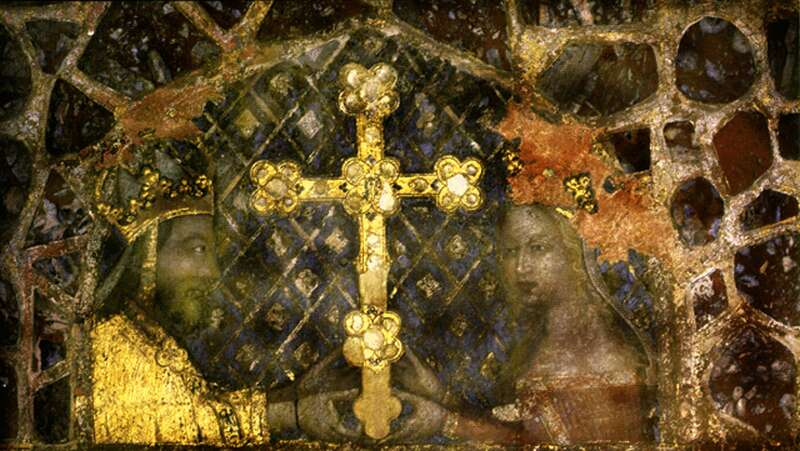
Ana de Swidnica con su esposo.

A los once años, Ana fue comprometida con Wenceslao, el hijo recién nacido de Carlos IV de Luxemburgo. Después de la muerte del infante Wenceslao y de su madre Ana de Baviera, el emperador -ahora viudo- pidió la mano de Ana para sí mismo. El matrimonio pactado formaba parte de las estrategias elaboradas por Carlos y su difunto padre Juan I de Bohemia para hacerse con el control de los Ducados de Piast en Silesia como "país vecino" del Reino de Bohemia. El tío de Ana, Luis I de Hungría, futuro rey de Polonia, renunció a sus derechos sobre Swidnica a favor de la Casa de Luxemburgo.
A instancias del obispo Ernst de Pardubitz, el papa Inocencio VI otorgó una dispensa para el matrimonio, que era necesaria debido al grado de parentesco entre los novios. Contrajeron matrimonio el 27 de mayo de 1353, cuando Ana tenía 14 años y su marido 37. Además del tutor de Ana Bolko II, asistieron a la boda el duque Alberto II de Austria, el rey Luis I de Hungría, el margrave Luis de Brandeburgo, el duque de Sajonia Rodolfo, un enviado del rey Casimiro III de Polonia y un enviado de la República de Venecia.
El 28 de julio de 1353, Ana fue coronada reina de Bohemia en Praga por el arzobispo Ernesto de Pardubitz. El 9 de febrero de 1354, fue coronada en Aquisgrán reina de Alemania. Como parte de la coronación de Carlos el 5 de abril de 1355, en la basílica romana de San Pedro, Ana fue coronada emperatriz del Sacro Imperio Romano Germánico. Fue así la primera reina de Bohemia en convertirse en emperatriz.
En 1358, Ana tuvo una hija, Isabel I de Bohemia. En febrero de 1361 dio a luz al sucesor del trono, Wenceslao, que nació en Núremberg y fue bautizado el 11 de abril en la iglesia de San Sebaldo por los arzobispos de Praga, Colonia y Maguncia. Sin embargo, ella no vivió para ver la coronación de Wenceslao a los 2 años de edad. Murió de parto el 11 de julio de 1362, a la edad de 23 años. Está enterrada en la catedral de San Vito. El emperador se casó con Isabel de Pomerania un año más tarde. El ducado de Schweidnitz y Jauer pasó a Bohemia después de la muerte de Bolko en 1368.

## Ascendencia
Hija de Enrique de Swidnica y de su esposa Catalina de Anjou.
Sus abuelos paternos eran Bernardo de Swidnica y Kunigunda de Polonia. 
| Ana Swidnica | Padre: Enrique II, Duque de Swidnica | Abuelo paterno: Bernardo de Swidnica | Bisabuelo paterno: Bolko I El Severo, Duque de Jawor |
| Ana Swidnica | Padre: Enrique II, Duque de Swidnica | Abuelo paterno: Bernardo de Swidnica | Bisabuela paterna: Beatriz de Brandemburgo           |
| Ana Swidnica | Padre: Enrique II, Duque de Swidnica | Abuela paterna: Kunigunda de Polonia | Bisabuelo paterno: Desconocido                       |
| Ana Swidnica | Padre: Enrique II, Duque de Swidnica | Abuela paterna: Kunigunda de Polonia | Bisabuela paterna: Desconocido                       |
| Ana Swidnica | Madre: Catalina de Anjou de Hungría  | Abuelo materno: Carlos I de Hungría  | Bisabuelo materno: Carlos Martel de Anjou            |
| Ana Swidnica | Madre: Catalina de Anjou de Hungría  | Abuelo materno: Carlos I de Hungría  | Bisabuela materna: Clemencia de Habsburgo            |
| Ana Swidnica | Madre: Catalina de Anjou de Hungría  | Abuela materna: María de Bytom       | Bisabuelo materno: Casimir de Bytom                  |
| Ana Swidnica | Madre: Catalina de Anjou de Hungría  | Abuela materna: María de Bytom       | Bisabuela materna: Helena                            |

## Literatura
- Andreas Rüther: Anna Von Schweidnitz und Jauer. En: Schlesische Lebensbilder, Bd. VIII, ISBN 3-7686-3501-5
- Th. Vogelsang: Anna Von Schweidnitz und Jauer. En: Neue Deutsche Biographie, Bd. 1, Berlín 1953, S. 299
- Peter Moraw: Anna Von Schweidnitz und Jauer. In: Lexikon de Mittelalters, Bd. I, München 1980, Sp. 655
- F. Machilek: Anna Von Schweidnitz. En: Schweidnitz mejorar Wandel der Zeiten, Würzburg 1990, S. 317-322